# Gréta
A Gréta női név a görög Margareta (magyarul: Margaréta, Margit) névnek  több nyelvben is előforduló becézéséből önállósult. Rokon név még: Margita, Margó, Réta, Rita. 

## Névnapok
- január 19.
- január 28.
- június 10.

## Alakváltozatok
- Gréte, névnapok: január 19., január 28., február 22., június 10.
- Grétea, névnapok: január 28., február 22.
- Gréti

## Híres Gréták, Gréték, Gréteák
- Arn Gréta magyar-német teniszezőnő
- Greta Garbo svéd filmszínésznő
- Greta Schröder német színésznő
- Greta Thunberg svéd környezeti aktivista

## További keresztnevek
- Magyar névnapok listája dátum szerint
- Magyar névnapok listája betűrendben